# 穆尔哈特
穆尔哈特（發音：[ˈmʊʁhaʁt] ⓘ）是德国巴登-符腾堡州斯图加特行政区雷姆斯-穆尔县的城市，面积71.15平方千米，2023年12月31日人口为14,248人。

## 友好城市
- 法國 贡捷堡（1966年）
- 英国 弗罗姆（1983年）
- 德国 勒塔（1990年）
- 波蘭 拉布卡-茲德魯伊（2008年）